# 데이터 검증
데이터 검증(data verification)은 데이터 이관이 완료된 후 다양한 유형의 데이터에 정확성과 불일치가 있는지 확인하는 프로세스이다. 일부 영역에서는 임상시험과 같은 소스 데이터 검증(SDV)이라고 한다.
데이터 검증은 데이터가 한 소스에서 다른 소스로 전송될 때 데이터가 정확하게 번역되었는지, 완전하고, 새 시스템의 프로세스를 지원하는지 확인하는 데 도움이 된다. 검증하는 동안 불일치 영역을 식별하고 잘못된 데이터 손실을 방지하기 위해 두 시스템을 병렬로 실행해야 할 수도 있다.
데이터 검증 방법에는 이중 데이터 입력, 교정 및 데이터 자동 검증이 포함된다. 데이터 교정에는 원본 문서에 대해 입력된 데이터를 확인하는 사람이 포함된다. 이는 시간과 비용도 많이 소요된다. 로컬 단방향 해시를 사용하거나 원본 데이터를 확인할 수 있도록 불변의 봉인을 제공하는 Q by SoLVBL과 같은 SaaS 기반 서비스를 사용하여 데이터 자동 확인을 수행할 수 있다.

## 같이 보기
- 데이터 유효성 검사
- 검사와 타당성 검증